# Chalil Achmedowitsch Rachmatulin
Chalil Achmedowitsch Rachmatulin (russisch Халил Ахмедович Рахматулин; * 10. Apriljul. / 23. April 1909greg. in Tokmok; † 10. Januar 1988 in Moskau) war ein kirgisisch-russischer Physiker und Hochschullehrer.

## Leben
Rachmatulin war das jüngste von vier Kindern. Der Vater starb bereits vor Rachmatulins Geburt, und die Mutter starb einige Jahre später. Rachmatulin wuchs bei der älteren Schwester seiner Mutter in einer Familie mit 9 Kindern auf. Ihr Mann war Lehrer. Er erkannte die Fähigkeiten Rachmatulins und weckte sein Interesse für die Mathematik. 1925 trat Rachmatulin in das Taschkenter Pädagogische Technikum ein, nach dessen Abschluss er dann dort unterrichtete. Er studierte weiter an der physikalisch-mathematischen Fakultät der Zentralasiatischen Staatlichen Universität in Taschkent. 1931 wurde Rachmatulin auf Wunsch Anatoli Wassiljewitsch Lunatscharskis an die Universität Moskau (MGU) versetzt. Er studierte dann an der mechanisch-mathematischen Fakultät der MGU mit Abschluss 1934. Nach der dreijährigen Aspirantur bei Felix Frankl verteidigte Rachmatulin 1937 seine Kandidat-Dissertation über Hochgeschwindigkeitsaerodynamik. Er wurde Dozent an der  mechanisch-mathematischen Fakultät der MGU und leitete das Laboratorium für Aerodynamik.
Nach Beginn des Deutsch-Sowjetischen Krieges wurde Rachmatulin mit der MGU nach Aschgabad evakuiert. Zusammen mit Andrei Petrowitsch Minakow entwickelte er eine Theorie für den Stoß gegen einen biegsamen Faden im Hinblick auf Sperrballons vor Moskau. 1943 verteidigte Rachmatulin seine Doktor-Dissertation über die Theorie des Fallschirms. Als Mitglied der Kommission zur Bewertung der deutschen Entwicklungen im Bereich der Raketentechnologie reiste Rachmatulin 1945 nach Deutschland. 1947 wurde er zum Mitglied der Akademie der Wissenschaften der usbekischen Sozialistischen Sowjetrepublik gewählt.
Als 1947 in Kaliningrad in der Oblast Moskau das Raketenzentrum NII-88 (jetzt Zentrales Forschungsinstitut für Maschinenbau) mit Sergei Pawlowitsch Koroljow als Leiter der Konstruktionsabteilung organisiert wurde, lud der wissenschaftliche Vizeleiter Alexei Antonowitsch Iljuschin Rachmatulin ein, dort die Bewegung von Körpern bei Überschallgeschwindigkeit zu untersuchen. Unter Rachmatulins Leitung entstand eine einzigartige Experimentieranlage, in der Raumfahrzeuge im Gasstrom mit Überschallgeschwindigkeit untersucht werden konnten. Der Gasstrom konnte mit Drücken bis 100 at auf Temperaturen bis 6000 °C aufgeheizt werden. Damit konnten die Bedingungen beim Wiedereintritt von Raumfahrzeugen in die Erdatmosphäre simuliert werden. Hitzeschutzschichten für Raumfahrzeuge wurden getestet. Die Verwendung von wärmeableitenden Materialien ermöglichte Experimente unter diesen extremen Bedingungen mit Dauern bis zu 3 Minuten.
Rachmatulin war wissenschaftlicher Leiter des Moskauer Forschungsinstituts für Fallschirm-Landungssysteme. Er schlug vor, mit einer Kanone die Fallschirme für die weiche Landung von Raumfahrzeugen zu testen. Seine Theorie für den Stoß gegen einen biegsamen Faden wurde bei der Entwicklung von Fangseilen für Flugzeugträger benutzt.
Rachmatulin gründete und leitete dann bis zu seinem Tode die Lehrstühle für Gasdynamik (1951) und Wellendynamik (1954), die dann vereinigt wurden und zu den Gründern des Instituts für Mechanik der MGU (1959) gehörten. 1956 wurde er Mitglied der neuen Nationalen Kommission der UdSSR für Theoretische- und Angewandte Mechanik.
Rachmatulin wurde auf dem Kunzewoer Friedhof begraben.
Das Russische Nationale Komitee für Theoretische und Angewandte Mechanik stiftete die Rachmatulin-Medaille.

## Ehrungen, Preise
- Medaille „Für die Verteidigung Moskaus“
- Lomonossow-Preis II. Klasse der MGU (1945) für die Arbeit über die Ausbreitung nichtlinearer Wellen in Problemen der Elastizitäts- und Plastizitätstheorie[3]
- Stalinpreis II. Klasse (1949)
- Leninorden (viermal)
- Orden des Roten Banners der Arbeit
- Ehrenzeichen der Sowjetunion
- Verdienter Wissenschaftler der Usbekischen Sozialistischen Sowjetrepublik (1959)[3]
- Verdienter Wissenschaftler der RSFSR (1960)[3]
- Staatspreis der UdSSR (1974) für experimentelle Aerodynamik unter extremen Bedingungen
- Held der sozialistischen Arbeit (1979)[2]
- Preis des Ministerrats der UdSSR (1985, 1990)
- Biruni-Staatspreis der Usbekischen Sozialistischen Sowjetrepublik